# Ľudovít Ozábal
Ľudovít Ozábal (* 25. Januar 1922 in Nitra, Slowakei; † 16. August 1992 in Liptovský Mikuláš) war ein slowakischer Schauspieler, Theaterregisseur und Illustrator.

## Leben
Ľudovít Ozábal war das jüngste von zehn Kindern des Lehrers und späteren Schulinspektors Jozef Ozábal, der sich in der tschechischen Nationalbewegung („Wiedergeburt“) engagierte. Er besuchte das Gymnasium in Zlaté Moravce und begann 1942 ein Schauspielstudium am Konservatorium Bratislava, das er 1946 abschloss. Außerdem studierte er (ohne Abschluss) von 1942 bis 1943 an der Philosophischen Fakultät der Karls-Universität (FF UK).
Ozábal arbeitete zunächst von 1945 bis 1949 als Schauspieler und Regieassistent am Slowakischen Nationaltheater (SND) in Bratislava. Auch in den Jahren 1950/1951 und 1954 bis 1982 gehörte er zu dessen Ensemble. Er spielte vor allem kleinere Charakterrollen. Unter anderem verkörperte er Oskar Rose in Die Physiker (Fyzici, 1963) und Korobkin in Der Revisor (Revizor, 1982). Seinen erfolgreichsten Auftritt hatte er als Lenin in Nikolai Pogodins Stück Die dritte Pathetische (Tretia patetická, 1961). Von 1961 bis 1964 war er Künstlerischer Leiter der Kleinen Bühne („Malá scéna“) des SND. Er unterrichtete zudem am Konservatorium Bratislava.
Daneben trug Ozábal zur Etablierung des professionellen Theaters in seiner Geburtsstadt Nitra bei. Er war von 1951 bis 1954 Regisseur und Direktor des dortigen Theaters „Krajové divadlo Nitra“ (heute „Divadlo Andreja Bagara“ bzw. Andrej-Bagar-Theater). Zu seinen Regiearbeiten zählten Kozie mlieko (1950, Ján Skalka), Škola žien (1950, Molière), Spoločná Cesta (1952, Viktor Egri), Mirandolina (1953, Carlo Goldoni), Dobrodružstvo pri obžinkoch (1953, Ján Palárik) und Čaj u pána senátora (1954, Ivan Stodola).
Ozábal arbeitete bis zu seinem Eintritt in den Ruhestand 1982 am Theater. Er war auch im Film und Fernsehen zu sehen, wirkte als Rezitator im Hörfunk und schuf Zeichnungen, die unter dem Namen Lual erschienen. Seinen Lebensabend verbrachte er in Vyšná Boca, wo er ein Haus gekauft hatte. Er starb 1992 im Alter von 70 Jahren in Liptovský Mikuláš.

## Filmografie
Auszug der Filme, an denen Ozábal mitwirkte:
- 1959: V hodine dvanástej
- 1960: Shetskvetili simgera
- 1962: Bratia
- 1963: Der Boxer und der Tod (Boxer a smrt)
- 1966: Nylonovy mesiac